# Pales townsendi
Pales townsendi är en tvåvingeart som först beskrevs av Baranov 1935.  Pales townsendi ingår i släktet Pales och familjen parasitflugor. Inga underarter finns listade i Catalogue of Life.